# Omloop Het Nieuwsblad for kvinder 2024
Omloop Het Nieuwsblad for kvinder 2024 var den 19. udgave af det belgiske cykelløb Omloop Het Nieuwsblad for kvinder. Det 127,1 km lange linjeløb blev kørt den 24. februar 2024 med start i Gent og mål i Ninove i Østflandern. Løbet var en del af UCI Women's World Tour.
Løbet blev vundet af hollandske Marianne Vos fra Team Visma  |  Lease a Bike.

## Resultat
| \| Samlede stilling \| Samlede stilling \| Samlede stilling \| Samlede stilling \| Samlede stilling \| \| Rytter \| Rytter \| Hold \| Tid \| \| \| ---------------- \| -------------------- \| -------------------------- \| ---------------- \| ---------------- \| \| 1. \| Marianne Vos \| Team Visma \\| Lease a Bike \| 3t 27' 15" \| \| \| 2. \| Lotte Kopecky \| SD Worx-Protime \| + 0" \| \| \| 3. \| Elisa Longo Borghini \| Lidl-Trek \| + 0" \| \| \| 4. \| Shirin van Anrooij \| Lidl-Trek \| + 0" \| \| \| 5. \| Thalita de Jong \| Lotto Dstny Ladies \| + 1' 08" \| \| \| 6. \| Demi Vollering \| SD Worx-Protime \| + 1' 08" \| \| \| 7. \| Katarzyna Niewiadoma \| Canyon-SRAM Racing \| + 1' 08" \| \| \| 8. \| Puck Pieterse \| Fenix-Deceuninck \| + 1' 08" \| \| \| 9. \| Lorena Wiebes \| SD Worx-Protime \| + 1' 53" \| \| \| 10. \| Elisa Balsamo \| Lidl-Trek \| + 2' 08" \| \| |                      |                            |            |
| |                      |                            |            |
| Kilde: ProCyclingStats |                      |                            |            |
| Samlede stilling |                      |                            |            |
| Rytter | Rytter               | Hold                       | Tid        |
| 1. | Marianne Vos         | Team Visma \| Lease a Bike | 3t 27' 15" |
| 2. | Lotte Kopecky        | SD Worx-Protime            | + 0"       |
| 3. | Elisa Longo Borghini | Lidl-Trek                  | + 0"       |
| 4. | Shirin van Anrooij   | Lidl-Trek                  | + 0"       |
| 5. | Thalita de Jong      | Lotto Dstny Ladies         | + 1' 08"   |
| 6. | Demi Vollering       | SD Worx-Protime            | + 1' 08"   |
| 7. | Katarzyna Niewiadoma | Canyon-SRAM Racing         | + 1' 08"   |
| 8. | Puck Pieterse        | Fenix-Deceuninck           | + 1' 08"   |
| 9. | Lorena Wiebes        | SD Worx-Protime            | + 1' 53"   |
| 10. | Elisa Balsamo        | Lidl-Trek                  | + 2' 08"   |

## Hold og ryttere
| UCI Women's WorldTeams (13)- AG Insurance-Soudal Team - Canyon-SRAM Racing - FDJ-Suez - Fenix-Deceuninck - Human Powered Health - Lidl-Trek - Liv AlUla Jayco - Movistar Team - Team DSM-Firmenich PostNL - SD Worx-Protime - Team Visma \| Lease a Bike - UAE Team ADQ - Uno-X Mobility UCI Women's Kontinentalhold (11)- Arkea-B&B Hotels women - Bepink-Bongioanni - Cofidis - Chevalmeire - EF Education-Cannondale - Hess Cycling Team - Komugi-Grand Est - Lotto Dstny Ladies - Proximus-Cyclis CT - Team Coop-Repsol - VolkerWessels |
| |

### Danske ryttere
| Danske ryttere på startlisten |                       |                |           |
| Rygnummer                     | Rytter                | Hold           | Placering |
| 46                            | Cecilie Uttrup Ludwig | FDJ-Suez       | DNF       |
| 82                            | Emma Norsgaard        | Movistar Team  | 11        |
| 126                           | Amalie Dideriksen     | Uno-X Mobility | 50        |

* DNF = gennemførte ikke

### Startliste
| SD Worx-Protime SDW | SD Worx-Protime SDW                | SD Worx-Protime SDW |
| ------------------- | ---------------------------------- | ------------------- |
| Nr.                 | Rytter                             | Placering           |
| 1                   | Lotte Kopecky (BEL) (landevej)     | 2.                  |
| 2                   | Demi Vollering (NED) (landevej)    | 6.                  |
| 3                   | Lorena Wiebes (NED)                | 9.                  |
| 4                   | Christine Majerus (LUX) (landevej) | 19.                 |
| 5                   | Femke Markus (NED)                 | 82.                 |
| 6                   | Elena Cecchini (ITA)               | 81.                 |

| AG Insurance-Soudal Team AGS | AG Insurance-Soudal Team AGS | AG Insurance-Soudal Team AGS |
| ---------------------------- | ---------------------------- | ---------------------------- |
| Nr.                          | Rytter                       | Placering                    |
| 11                           | Kimberley Le Court (MRI)     | 58.                          |
| 12                           | Julia Borgström (SWE)        | DNF                          |
| 13                           | Marthe Goossens (BEL)        | 18.                          |
| 14                           | Anya Louw (AUS)              | 38.                          |
| 15                           | Maud Rijnbeek (NED)          | DNF                          |
| 16                           | Ilse Pluimers (NED)          | 23.                          |

| Fenix-Deceuninck FED | Fenix-Deceuninck FED          | Fenix-Deceuninck FED |
| -------------------- | ----------------------------- | -------------------- |
| Nr.                  | Rytter                        | Placering            |
| 21                   | Julie de Wilde (BEL)          | 45.                  |
| 22                   | Evy Kuijpers (NED)            | 61.                  |
| 23                   | Puck Pieterse (NED)           | 8.                   |
| 25                   | Christina Schweinberger (AUT) | 15.                  |
| 26                   | Marthe Truyen (BEL)           | DNF                  |

| Canyon-SRAM Racing CSR | Canyon-SRAM Racing CSR         | Canyon-SRAM Racing CSR |
| ---------------------- | ------------------------------ | ---------------------- |
| Nr.                    | Rytter                         | Placering              |
| 31                     | Katarzyna Niewiadoma (POL)     | 7.                     |
| 32                     | Tiffany Cromwell (AUS)         | DNF                    |
| 33                     | Soraya Paladin (ITA)           | 22.                    |
| 34                     | Agnieszka Skalniak-Sójka (POL) | 37.                    |
| 35                     | Alice Towers (GBR)             | 39.                    |
| 36                     | Elise Chabbey (SUI)            | 40.                    |

| FDJ-Suez FST | FDJ-Suez FST                | FDJ-Suez FST |
| ------------ | --------------------------- | ------------ |
| Nr.          | Rytter                      | Placering    |
| 41           | Loes Adegeest (NED)         | 30.          |
| 42           | Nina Buysman (NED)          | 31.          |
| 43           | Vittoria Guazzini (ITA)     | 80.          |
| 44           | Amber Kraak (NED)           | 77.          |
| 45           | Marie Le Net (FRA)          | 59.          |
| 46           | Cecilie Uttrup Ludwig (DEN) | DNF          |

| Human Powered Health HPH | Human Powered Health HPH  | Human Powered Health HPH |
| ------------------------ | ------------------------- | ------------------------ |
| Nr.                      | Rytter                    | Placering                |
| 51                       | Audrey Cordon-Ragot (FRA) | 36.                      |
| 52                       | Ruth Winder (USA)         | 27.                      |
| 53                       | Maëlle Grossetête (FRA)   | 52.                      |
| 54                       | Romy Kasper (GER)         | 56.                      |
| 56                       | Alice Wood (GBR)          | 79.                      |

| Lidl-Trek LTK | Lidl-Trek LTK                         | Lidl-Trek LTK |
| ------------- | ------------------------------------- | ------------- |
| Nr.           | Rytter                                | Placering     |
| 61            | Elisa Balsamo (ITA)                   | 10.           |
| 62            | Shirin van Anrooij (NED)              | 4.            |
| 63            | Lizzie Deignan (GBR)                  | 44.           |
| 64            | Lauretta Hanson (AUS)                 | 32.           |
| 65            | Elisa Longo Borghini (ITA) (landevej) | 3.            |
| 66            | Ilaria Sanguineti (ITA)               | 84.           |

| Liv AlUla Jayco LAJ | Liv AlUla Jayco LAJ                  | Liv AlUla Jayco LAJ |
| ------------------- | ------------------------------------ | ------------------- |
| Nr.                 | Rytter                               | Placering           |
| 71                  | Georgie Howe (AUS)                   | DNF                 |
| 72                  | Jeanne Korevaar (NED)                | 62.                 |
| 73                  | Amber Pate (AUS)                     | 69.                 |
| 74                  | Letizia Paternoster (ITA)            | DNF                 |
| 75                  | Ruby Roseman-Gannon (AUS) (landevej) | 17.                 |
| 76                  | Teniel Campbell (TTO)                | 83.                 |

| Movistar Team MOV | Movistar Team MOV               | Movistar Team MOV |
| ----------------- | ------------------------------- | ----------------- |
| Nr.               | Rytter                          | Placering         |
| 81                | Aude Biannic (FRA)              | DNF               |
| 82                | Emma Norsgaard (DEN)            | 11.               |
| 83                | Jelena Erić (SRB) (landevej)    | DNF               |
| 84                | Sara Martín Martín (ESP)        | 74.               |
| 85                | Lucia Ruiz Pérez (ESP)          | DNF               |
| 86                | Arlenis Sierra (CUB) (landevej) | 34.               |

| Team dsm-firmenich PostNL DFP | Team dsm-firmenich PostNL DFP    | Team dsm-firmenich PostNL DFP |
| ----------------------------- | -------------------------------- | ----------------------------- |
| Nr.                           | Rytter                           | Placering                     |
| 91                            | Francesca Barale (ITA)           | 54.                           |
| 92                            | Franziska Koch (GER)             | 71.                           |
| 93                            | Georgi Pfeiffer (GBR) (landevej) | 13.                           |
| 94                            | Daniek Hengeveld (NED)           | 76.                           |
| 95                            | Josie Nelson (GBR)               | 78.                           |
| 96                            | Elise Uijen (NED)                | 48.                           |

| Team Visma \| Lease a Bike TVL | Team Visma \| Lease a Bike TVL | Team Visma \| Lease a Bike TVL |
| ------------------------------ | ------------------------------ | ------------------------------ |
| Nr.                            | Rytter                         | Placering                      |
| 101                            | Marianne Vos (NED)             | 1.                             |
| 102                            | Nienke Veenhoven (NED)         | 111.                           |
| 103                            | Linda Riedmann (GER)           | 49.                            |
| 104                            | Eva van Agt (NED)              | 75.                            |
| 105                            | Sophie von Berswordt (NED)     | DNS                            |
| 106                            | Lieke Nooijen (NED)            | 29.                            |

| UAE Team ADQ UAD | UAE Team ADQ UAD          | UAE Team ADQ UAD |
| ---------------- | ------------------------- | ---------------- |
| Nr.              | Rytter                    | Placering        |
| 111              | Chiara Consonni (ITA)     | DNF              |
| 112              | Alena Amjaljusik (BLR)    | 42.              |
| 113              | Sofia Bertizzolo (ITA)    | 112.             |
| 114              | Eleonora Gasparrini (ITA) | 53.              |
| 115              | Silvia Persico (ITA)      | 35.              |
| 116              | Karlijn Swinkels (NED)    | 14.              |

| Uno-X Mobility UXM | Uno-X Mobility UXM                | Uno-X Mobility UXM |
| ------------------ | --------------------------------- | ------------------ |
| Nr.                | Rytter                            | Placering          |
| 121                | Anniina Ahtosalo (FIN) (landevej) | 90.                |
| 122                | Teuntje Beekhuis (NED)            | 89.                |
| 123                | Simone Boilard (CAN)              | 28.                |
| 124                | Maria Giulia Confalonieri (ITA)   | 73.                |
| 125                | Anouska Koster (NED)              | 21.                |
| 126                | Amalie Dideriksen (DEN)           | 50.                |

| Lotto Dstny Ladies LDL | Lotto Dstny Ladies LDL     | Lotto Dstny Ladies LDL |
| ---------------------- | -------------------------- | ---------------------- |
| Nr.                    | Rytter                     | Placering              |
| 131                    | Mieke Docx (BEL)           | 96.                    |
| 132                    | Maureen Arens (NED)        | 99.                    |
| 133                    | Quinty van de Guchte (NED) | 70.                    |
| 134                    | Thalita de Jong (NED)      | 5.                     |
| 135                    | Fauve Bastiaenssen (BEL)   | 66.                    |
| 136                    | Katrijn De Clercq (BEL)    | 98.                    |

| Proximus-Cyclis CT ___ | Proximus-Cyclis CT ___  | Proximus-Cyclis CT ___ |
| ---------------------- | ----------------------- | ---------------------- |
| Nr.                    | Rytter                  | Placering              |
| 141                    | Lente Boskamp (NED)     | DNF                    |
| 142                    | Marieke de Groot (NED)  | 117.                   |
| 143                    | Febe Poppe (BEL)        | DNF                    |
| 144                    | Lisa van Belle (NED)    | DNF                    |
| 145                    | Femke van Goethem (BEL) | 97.                    |
| 146                    | Deborah Veerman (NED)   | 102.                   |

| Arkéa-B&B Hotels Women ARK | Arkéa-B&B Hotels Women ARK     | Arkéa-B&B Hotels Women ARK |
| -------------------------- | ------------------------------ | -------------------------- |
| Nr.                        | Rytter                         | Placering                  |
| 151                        | Lotte Claes (BEL)              | 41.                        |
| 152                        | Maaike Coljé (NED)             | 51.                        |
| 153                        | Océane Mahe (FRA)              | DNF                        |
| 154                        | Emilia Fahlin (SWE) (landevej) | 114.                       |
| 155                        | Marie-Morgane Le Deunff (FRA)  | 67.                        |
| 156                        | Maurène Trégouët (FRA)         | 93.                        |

| Bepink-Bongioanni BPK | Bepink-Bongioanni BPK                  | Bepink-Bongioanni BPK |
| --------------------- | -------------------------------------- | --------------------- |
| Nr.                   | Rytter                                 | Placering             |
| 161                   | Andrea Casagranda (ITA)                | DNF                   |
| 162                   | Angela Oro (ITA)                       | DNF                   |
| 163                   | Ana Vitória Magalhães (BRA) (landevej) | 63.                   |
| 164                   | Beatrice Pozzobon (ITA)                | 105.                  |
| 165                   | Nora Jenčušová (SVK) (landevej)        | DNF                   |
| 166                   | Monica Trinca Colonel (ITA)            | 72.                   |

| Cofidis COF | Cofidis COF                       | Cofidis COF |
| ----------- | --------------------------------- | ----------- |
| Nr.         | Rytter                            | Placering   |
| 171         | Victoire Berteau (FRA) (landevej) | 16.         |
| 172         | Alana Castrique (BEL)             | 95.         |
| 173         | Valentine Fortin (FRA)            | 101.        |
| 174         | Lise Ménage (FRA)                 | 103.        |
| 175         | Sarah Roy (AUS)                   | 12.         |
| 176         | Josie Talbot (AUS)                | 113.        |

| EF Education-Cannondale EFC | EF Education-Cannondale EFC     | EF Education-Cannondale EFC |
| --------------------------- | ------------------------------- | --------------------------- |
| Nr.                         | Rytter                          | Placering                   |
| 181                         | Megan Armitage (IRL)            | 86.                         |
| 182                         | Letizia Borghesi (ITA)          | 25.                         |
| 183                         | Kristen Faulkner (USA)          | 33.                         |
| 184                         | Alison Jackson (CAN) (landevej) | 65.                         |
| 185                         | Nina Kessler (NED)              | 64.                         |
| 186                         | Noemi Rüegg (SUI)               | 60.                         |

| Hess Cycling Team HCT | Hess Cycling Team HCT         | Hess Cycling Team HCT |
| --------------------- | ----------------------------- | --------------------- |
| Nr.                   | Rytter                        | Placering             |
| 191                   | Nicole Frain (AUS)            | 116.                  |
| 192                   | Rotem Gafinovitz (ISR)        | 55.                   |
| 193                   | Annika Liehner (SUI)          | DNF                   |
| 194                   | Clara Lundmark (SWE)          | 94.                   |
| 195                   | Alice McWilliam (GBR)         | 115.                  |
| 196                   | Marjolein van 't Geloof (NED) | 47.                   |

| Team Coop-Repsol HPU | Team Coop-Repsol HPU          | Team Coop-Repsol HPU |
| -------------------- | ----------------------------- | -------------------- |
| Nr.                  | Rytter                        | Placering            |
| 201                  | India Grangier (FRA)          | 20.                  |
| 202                  | Monica Greenwood (GBR)        | 91.                  |
| 203                  | Sigrid Ytterhus Haugset (NOR) | 43.                  |
| 204                  | Mari Hole Mohr (NOR)          | 107.                 |
| 205                  | April Tacey (GBR)             | 85.                  |
| 206                  | Eline Van Rooijen (NED)       | DNF                  |

| Team Komugi-Grand Est GEK | Team Komugi-Grand Est GEK | Team Komugi-Grand Est GEK |
| ------------------------- | ------------------------- | ------------------------- |
| Nr.                       | Rytter                    | Placering                 |
| 211                       | Chloé Charpentier (FRA)   | DNF                       |
| 212                       | Fien Delbaere (BEL)       | 106.                      |
| 213                       | Eliska Kvasnickova (CZE)  | 108.                      |
| 214                       | Silvia Magri (ITA)        | 88.                       |
| 215                       | Laury Milette (CAN)       | 104.                      |
| 216                       | Josephine Peloquin (CAN)  | DNF                       |

| VolkerWessels VWT | VolkerWessels VWT       | VolkerWessels VWT |
| ----------------- | ----------------------- | ----------------- |
| Nr.               | Rytter                  | Placering         |
| 221               | Valerie Demey (BEL)     | 57.               |
| 222               | Eline Jansen (NED)      | DNF               |
| 223               | Quinty Schoens (NED)    | 24.               |
| 224               | Marieke Meert (BEL)     | 46.               |
| 225               | Marith Vanhove (BEL)    | 87.               |
| 226               | Sabrina Stultiens (NED) | 26.               |

| Chevalmeire CHE | Chevalmeire CHE        | Chevalmeire CHE |
| --------------- | ---------------------- | --------------- |
| Nr.             | Rytter                 | Placering       |
| 231             | Malin Eriksen (NOR)    | 100.            |
| 232             | Antonia Gröndahl (FIN) | 110.            |
| 233             | Danique Braam (NED)    | 68.             |
| 234             | Cleo Kiekens (BEL)     | 109.            |
| 235             | Hanna Nilsson (SWE)    | DNF             |
| 236             | Emily Watts (AUS)      | 92.             |

| SD Worx-Protime SDW | SD Worx-Protime SDW                | SD Worx-Protime SDW |
| ------------------- | ---------------------------------- | ------------------- |
| Nr.                 | Rytter                             | Placering           |
| 1                   | Lotte Kopecky (BEL) (landevej)     | 2.                  |
| 2                   | Demi Vollering (NED) (landevej)    | 6.                  |
| 3                   | Lorena Wiebes (NED)                | 9.                  |
| 4                   | Christine Majerus (LUX) (landevej) | 19.                 |
| 5                   | Femke Markus (NED)                 | 82.                 |
| 6                   | Elena Cecchini (ITA)               | 81.                 |

| AG Insurance-Soudal Team AGS | AG Insurance-Soudal Team AGS | AG Insurance-Soudal Team AGS |
| ---------------------------- | ---------------------------- | ---------------------------- |
| Nr.                          | Rytter                       | Placering                    |
| 11                           | Kimberley Le Court (MRI)     | 58.                          |
| 12                           | Julia Borgström (SWE)        | DNF                          |
| 13                           | Marthe Goossens (BEL)        | 18.                          |
| 14                           | Anya Louw (AUS)              | 38.                          |
| 15                           | Maud Rijnbeek (NED)          | DNF                          |
| 16                           | Ilse Pluimers (NED)          | 23.                          |

| Fenix-Deceuninck FED | Fenix-Deceuninck FED          | Fenix-Deceuninck FED |
| -------------------- | ----------------------------- | -------------------- |
| Nr.                  | Rytter                        | Placering            |
| 21                   | Julie de Wilde (BEL)          | 45.                  |
| 22                   | Evy Kuijpers (NED)            | 61.                  |
| 23                   | Puck Pieterse (NED)           | 8.                   |
| 25                   | Christina Schweinberger (AUT) | 15.                  |
| 26                   | Marthe Truyen (BEL)           | DNF                  |

| Canyon-SRAM Racing CSR | Canyon-SRAM Racing CSR         | Canyon-SRAM Racing CSR |
| ---------------------- | ------------------------------ | ---------------------- |
| Nr.                    | Rytter                         | Placering              |
| 31                     | Katarzyna Niewiadoma (POL)     | 7.                     |
| 32                     | Tiffany Cromwell (AUS)         | DNF                    |
| 33                     | Soraya Paladin (ITA)           | 22.                    |
| 34                     | Agnieszka Skalniak-Sójka (POL) | 37.                    |
| 35                     | Alice Towers (GBR)             | 39.                    |
| 36                     | Elise Chabbey (SUI)            | 40.                    |

| FDJ-Suez FST | FDJ-Suez FST                | FDJ-Suez FST |
| ------------ | --------------------------- | ------------ |
| Nr.          | Rytter                      | Placering    |
| 41           | Loes Adegeest (NED)         | 30.          |
| 42           | Nina Buysman (NED)          | 31.          |
| 43           | Vittoria Guazzini (ITA)     | 80.          |
| 44           | Amber Kraak (NED)           | 77.          |
| 45           | Marie Le Net (FRA)          | 59.          |
| 46           | Cecilie Uttrup Ludwig (DEN) | DNF          |

| Human Powered Health HPH | Human Powered Health HPH  | Human Powered Health HPH |
| ------------------------ | ------------------------- | ------------------------ |
| Nr.                      | Rytter                    | Placering                |
| 51                       | Audrey Cordon-Ragot (FRA) | 36.                      |
| 52                       | Ruth Winder (USA)         | 27.                      |
| 53                       | Maëlle Grossetête (FRA)   | 52.                      |
| 54                       | Romy Kasper (GER)         | 56.                      |
| 56                       | Alice Wood (GBR)          | 79.                      |

| Lidl-Trek LTK | Lidl-Trek LTK                         | Lidl-Trek LTK |
| ------------- | ------------------------------------- | ------------- |
| Nr.           | Rytter                                | Placering     |
| 61            | Elisa Balsamo (ITA)                   | 10.           |
| 62            | Shirin van Anrooij (NED)              | 4.            |
| 63            | Lizzie Deignan (GBR)                  | 44.           |
| 64            | Lauretta Hanson (AUS)                 | 32.           |
| 65            | Elisa Longo Borghini (ITA) (landevej) | 3.            |
| 66            | Ilaria Sanguineti (ITA)               | 84.           |

| Liv AlUla Jayco LAJ | Liv AlUla Jayco LAJ                  | Liv AlUla Jayco LAJ |
| ------------------- | ------------------------------------ | ------------------- |
| Nr.                 | Rytter                               | Placering           |
| 71                  | Georgie Howe (AUS)                   | DNF                 |
| 72                  | Jeanne Korevaar (NED)                | 62.                 |
| 73                  | Amber Pate (AUS)                     | 69.                 |
| 74                  | Letizia Paternoster (ITA)            | DNF                 |
| 75                  | Ruby Roseman-Gannon (AUS) (landevej) | 17.                 |
| 76                  | Teniel Campbell (TTO)                | 83.                 |

| Movistar Team MOV | Movistar Team MOV               | Movistar Team MOV |
| ----------------- | ------------------------------- | ----------------- |
| Nr.               | Rytter                          | Placering         |
| 81                | Aude Biannic (FRA)              | DNF               |
| 82                | Emma Norsgaard (DEN)            | 11.               |
| 83                | Jelena Erić (SRB) (landevej)    | DNF               |
| 84                | Sara Martín Martín (ESP)        | 74.               |
| 85                | Lucia Ruiz Pérez (ESP)          | DNF               |
| 86                | Arlenis Sierra (CUB) (landevej) | 34.               |

| Team dsm-firmenich PostNL DFP | Team dsm-firmenich PostNL DFP    | Team dsm-firmenich PostNL DFP |
| ----------------------------- | -------------------------------- | ----------------------------- |
| Nr.                           | Rytter                           | Placering                     |
| 91                            | Francesca Barale (ITA)           | 54.                           |
| 92                            | Franziska Koch (GER)             | 71.                           |
| 93                            | Georgi Pfeiffer (GBR) (landevej) | 13.                           |
| 94                            | Daniek Hengeveld (NED)           | 76.                           |
| 95                            | Josie Nelson (GBR)               | 78.                           |
| 96                            | Elise Uijen (NED)                | 48.                           |

| Team Visma \| Lease a Bike TVL | Team Visma \| Lease a Bike TVL | Team Visma \| Lease a Bike TVL |
| ------------------------------ | ------------------------------ | ------------------------------ |
| Nr.                            | Rytter                         | Placering                      |
| 101                            | Marianne Vos (NED)             | 1.                             |
| 102                            | Nienke Veenhoven (NED)         | 111.                           |
| 103                            | Linda Riedmann (GER)           | 49.                            |
| 104                            | Eva van Agt (NED)              | 75.                            |
| 105                            | Sophie von Berswordt (NED)     | DNS                            |
| 106                            | Lieke Nooijen (NED)            | 29.                            |

| UAE Team ADQ UAD | UAE Team ADQ UAD          | UAE Team ADQ UAD |
| ---------------- | ------------------------- | ---------------- |
| Nr.              | Rytter                    | Placering        |
| 111              | Chiara Consonni (ITA)     | DNF              |
| 112              | Alena Amjaljusik (BLR)    | 42.              |
| 113              | Sofia Bertizzolo (ITA)    | 112.             |
| 114              | Eleonora Gasparrini (ITA) | 53.              |
| 115              | Silvia Persico (ITA)      | 35.              |
| 116              | Karlijn Swinkels (NED)    | 14.              |

| Uno-X Mobility UXM | Uno-X Mobility UXM                | Uno-X Mobility UXM |
| ------------------ | --------------------------------- | ------------------ |
| Nr.                | Rytter                            | Placering          |
| 121                | Anniina Ahtosalo (FIN) (landevej) | 90.                |
| 122                | Teuntje Beekhuis (NED)            | 89.                |
| 123                | Simone Boilard (CAN)              | 28.                |
| 124                | Maria Giulia Confalonieri (ITA)   | 73.                |
| 125                | Anouska Koster (NED)              | 21.                |
| 126                | Amalie Dideriksen (DEN)           | 50.                |

| Lotto Dstny Ladies LDL | Lotto Dstny Ladies LDL     | Lotto Dstny Ladies LDL |
| ---------------------- | -------------------------- | ---------------------- |
| Nr.                    | Rytter                     | Placering              |
| 131                    | Mieke Docx (BEL)           | 96.                    |
| 132                    | Maureen Arens (NED)        | 99.                    |
| 133                    | Quinty van de Guchte (NED) | 70.                    |
| 134                    | Thalita de Jong (NED)      | 5.                     |
| 135                    | Fauve Bastiaenssen (BEL)   | 66.                    |
| 136                    | Katrijn De Clercq (BEL)    | 98.                    |

| Proximus-Cyclis CT ___ | Proximus-Cyclis CT ___  | Proximus-Cyclis CT ___ |
| ---------------------- | ----------------------- | ---------------------- |
| Nr.                    | Rytter                  | Placering              |
| 141                    | Lente Boskamp (NED)     | DNF                    |
| 142                    | Marieke de Groot (NED)  | 117.                   |
| 143                    | Febe Poppe (BEL)        | DNF                    |
| 144                    | Lisa van Belle (NED)    | DNF                    |
| 145                    | Femke van Goethem (BEL) | 97.                    |
| 146                    | Deborah Veerman (NED)   | 102.                   |

| Arkéa-B&B Hotels Women ARK | Arkéa-B&B Hotels Women ARK     | Arkéa-B&B Hotels Women ARK |
| -------------------------- | ------------------------------ | -------------------------- |
| Nr.                        | Rytter                         | Placering                  |
| 151                        | Lotte Claes (BEL)              | 41.                        |
| 152                        | Maaike Coljé (NED)             | 51.                        |
| 153                        | Océane Mahe (FRA)              | DNF                        |
| 154                        | Emilia Fahlin (SWE) (landevej) | 114.                       |
| 155                        | Marie-Morgane Le Deunff (FRA)  | 67.                        |
| 156                        | Maurène Trégouët (FRA)         | 93.                        |

| Bepink-Bongioanni BPK | Bepink-Bongioanni BPK                  | Bepink-Bongioanni BPK |
| --------------------- | -------------------------------------- | --------------------- |
| Nr.                   | Rytter                                 | Placering             |
| 161                   | Andrea Casagranda (ITA)                | DNF                   |
| 162                   | Angela Oro (ITA)                       | DNF                   |
| 163                   | Ana Vitória Magalhães (BRA) (landevej) | 63.                   |
| 164                   | Beatrice Pozzobon (ITA)                | 105.                  |
| 165                   | Nora Jenčušová (SVK) (landevej)        | DNF                   |
| 166                   | Monica Trinca Colonel (ITA)            | 72.                   |

| Cofidis COF | Cofidis COF                       | Cofidis COF |
| ----------- | --------------------------------- | ----------- |
| Nr.         | Rytter                            | Placering   |
| 171         | Victoire Berteau (FRA) (landevej) | 16.         |
| 172         | Alana Castrique (BEL)             | 95.         |
| 173         | Valentine Fortin (FRA)            | 101.        |
| 174         | Lise Ménage (FRA)                 | 103.        |
| 175         | Sarah Roy (AUS)                   | 12.         |
| 176         | Josie Talbot (AUS)                | 113.        |

| EF Education-Cannondale EFC | EF Education-Cannondale EFC     | EF Education-Cannondale EFC |
| --------------------------- | ------------------------------- | --------------------------- |
| Nr.                         | Rytter                          | Placering                   |
| 181                         | Megan Armitage (IRL)            | 86.                         |
| 182                         | Letizia Borghesi (ITA)          | 25.                         |
| 183                         | Kristen Faulkner (USA)          | 33.                         |
| 184                         | Alison Jackson (CAN) (landevej) | 65.                         |
| 185                         | Nina Kessler (NED)              | 64.                         |
| 186                         | Noemi Rüegg (SUI)               | 60.                         |

| Hess Cycling Team HCT | Hess Cycling Team HCT         | Hess Cycling Team HCT |
| --------------------- | ----------------------------- | --------------------- |
| Nr.                   | Rytter                        | Placering             |
| 191                   | Nicole Frain (AUS)            | 116.                  |
| 192                   | Rotem Gafinovitz (ISR)        | 55.                   |
| 193                   | Annika Liehner (SUI)          | DNF                   |
| 194                   | Clara Lundmark (SWE)          | 94.                   |
| 195                   | Alice McWilliam (GBR)         | 115.                  |
| 196                   | Marjolein van 't Geloof (NED) | 47.                   |

| Team Coop-Repsol HPU | Team Coop-Repsol HPU          | Team Coop-Repsol HPU |
| -------------------- | ----------------------------- | -------------------- |
| Nr.                  | Rytter                        | Placering            |
| 201                  | India Grangier (FRA)          | 20.                  |
| 202                  | Monica Greenwood (GBR)        | 91.                  |
| 203                  | Sigrid Ytterhus Haugset (NOR) | 43.                  |
| 204                  | Mari Hole Mohr (NOR)          | 107.                 |
| 205                  | April Tacey (GBR)             | 85.                  |
| 206                  | Eline Van Rooijen (NED)       | DNF                  |

| Team Komugi-Grand Est GEK | Team Komugi-Grand Est GEK | Team Komugi-Grand Est GEK |
| ------------------------- | ------------------------- | ------------------------- |
| Nr.                       | Rytter                    | Placering                 |
| 211                       | Chloé Charpentier (FRA)   | DNF                       |
| 212                       | Fien Delbaere (BEL)       | 106.                      |
| 213                       | Eliska Kvasnickova (CZE)  | 108.                      |
| 214                       | Silvia Magri (ITA)        | 88.                       |
| 215                       | Laury Milette (CAN)       | 104.                      |
| 216                       | Josephine Peloquin (CAN)  | DNF                       |

| VolkerWessels VWT | VolkerWessels VWT       | VolkerWessels VWT |
| ----------------- | ----------------------- | ----------------- |
| Nr.               | Rytter                  | Placering         |
| 221               | Valerie Demey (BEL)     | 57.               |
| 222               | Eline Jansen (NED)      | DNF               |
| 223               | Quinty Schoens (NED)    | 24.               |
| 224               | Marieke Meert (BEL)     | 46.               |
| 225               | Marith Vanhove (BEL)    | 87.               |
| 226               | Sabrina Stultiens (NED) | 26.               |

| Chevalmeire CHE | Chevalmeire CHE        | Chevalmeire CHE |
| --------------- | ---------------------- | --------------- |
| Nr.             | Rytter                 | Placering       |
| 231             | Malin Eriksen (NOR)    | 100.            |
| 232             | Antonia Gröndahl (FIN) | 110.            |
| 233             | Danique Braam (NED)    | 68.             |
| 234             | Cleo Kiekens (BEL)     | 109.            |
| 235             | Hanna Nilsson (SWE)    | DNF             |
| 236             | Emily Watts (AUS)      | 92.             |